# Науруанська фосфатна корпорація

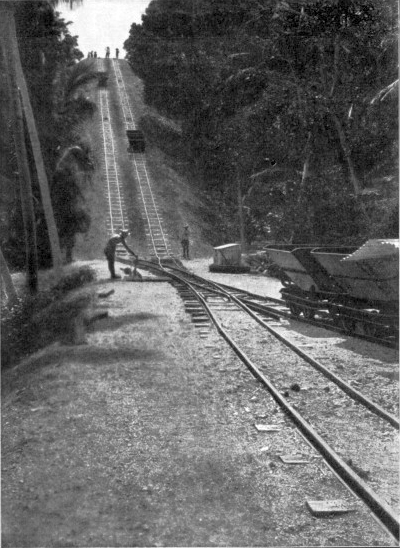
Транспортування руди залізницею

Науруанська фосфатна корпорація — компанія належить уряду Науру, контролює розробку фосфатів у Науру. Економіка Науру майже повністю залежить від фосфатів, видобуток яких призвів до екологічної катастрофи. Запаси фосфатів на острові вичерпалися до 2000 року, хоча, ймовірно, що невеликі розробки досі діють.
В 1906 Тихоокеанська фосфатна компанія почала розробку фосфатів за підтримки німецького уряду. Після Першої світової війни Науру була віддано під опіку Британії, Австралії та Нової Зеландії. Вони заснували Британську фосфатну комісію, котра отримала права на видобуток фосфатів. У 1967 році науруанці придбали активи Британської фосфатної комісії, і в 1970 нова незалежна Науру націоналізувала компанію.
Уряд передавав дохід від гірничовидобувної промисловості у власність остров'ян. Хоча, слабкі інвестиції та корупція після вичерпання запасів призвели до економічної кризи.